# Gino Paro
Gino Paro (Ponte di Piave, 17 giugno 1910 – Roma, 21 settembre 1988) è stato un vescovo cattolico italiano.

## Biografia
Nacque a Ponte di Piave, in provincia e diocesi di Treviso, il 17 giugno 1910.
Ricevette la sua formazione presso il seminario diocesano di Treviso, dove ha studiato teologia e filosofia. Fu ordinato sacerdote il 5 luglio 1936. Nel 1945 iniziò a lavorare presso la Segreteria di Stato del Vaticano e pubblicò la sua dissertazione, "Il diritto della legazione papale".
Nel 1962 papa Giovanni XXIII lo nominò vescovo titolare di Diocesarea di Isauria e presidente della Pontificia Accademia Ecclesiastica. È stato consacrato vescovo il 7 ottobre 1962 dal cardinale Jean-Marie Villot. Nel 1969 papa Paolo VI lo nominò arcivescovo titolare di Torcello e delegato apostolico in Australia e Papua Nuova Guinea.
Gino Paro partecipò a tutte e quattro le sessioni del Concilio Vaticano II. Concluse il suo servizio diplomatico nel 1978 e si ritirò a Roma, dove morì il 21 settembre 1988.

## Genealogia episcopale e successione apostolica
La genealogia episcopale è:
- Cardinale Scipione Rebiba
- Cardinale Giulio Antonio Santori
- Cardinale Girolamo Bernerio, O.P.
- Arcivescovo Galeazzo Sanvitale
- Cardinale Ludovico Ludovisi
- Cardinale Luigi Caetani
- Cardinale Ulderico Carpegna
- Cardinale Paluzzo Paluzzi Altieri degli Albertoni
- Papa Benedetto XIII
- Papa Benedetto XIV
- Papa Clemente XIII
- Cardinale Giovanni Francesco Albani
- Cardinale Carlo Rezzonico
- Cardinale Antonio Dugnani
- Arcivescovo Jean-Charles de Coucy
- Cardinale Gustave-Maximilien-Juste de Croÿ-Solre
- Vescovo Charles de Forbin-Janson
- Cardinale François-Auguste-Ferdinand Donnet
- Vescovo Charles-Emile Freppel
- Cardinale Louis-Henri-Joseph Luçon
- Cardinale Charles-Henri-Joseph Binet
- Cardinale Maurice Feltin
- Cardinale Jean-Marie Villot
- Arcivescovo Gino Paro

La successione apostolica è:
- Vescovo William Kevin Rowell, O.F.M. † (1970)